# Православие в Корее
Православие в Корее — христианская деноминация в Северной и Южной Корее, получившая развитие в стране с XIX века, благодаря миссионерской деятельности Русской православной церкви и действовавшей Русской духовной миссии в Сеуле. После вынужденного закрытия в 1949 году учреждений миссии, миссионерскую работу в Республике Корея продолжила образованная в 1994 году Русской православной церковью заграницей Корейская духовная миссия, на основе которой с 2019 года был образован приход Русской православной церкви, а также образованная в 2004 году Корейская митрополия Константинопольского Патриархата.